# Eth Ressèc e era Lum de Les
Eth Ressèc e era Lum de Les és un edifici del municipi de Les (Vall d'Aran). És una obra inclosa en l'Inventari del Patrimoni Arquitectònic de Catalunya.

## Descripció
Es tracta, pràcticament, del sol "ressèc" conservat almenys pel que fa a l'estructura de l'Aran. El centre industrial, de reduïdes dimensions i força deteriorat, se situa al final de la Plaça dera Querimònia. Era alimentat per un segon canal, aquest en la ribera esquerra de la Garona, que tenia la peixera en un esperó de l'antic pont de Les. El mateix salt d'aigua feia funcionar la centraleta i la serra. Comprèn tres estructures adossades, dues en sentit longitudinal (magatzem i ressèc), unides per una Mòla disposada en direcció transversal al canal d'obra, d'uns 2m d'amplada, que emergeix en la banda de llevant, i que serveix de repeu.
Un altre tret notable (avui) és que llevat del darrer cos, la resta dels murs i obertures foren resolts amb pilars i taulons de fusta que combinen la tècnica del "tampat" i del "postilhat". Les cobertes presenten una estructura d'encavallades de fusta i teulada de llosa, de dos vessants bàsicament. A la fi de la "capièra" sobresurt una mena de "humenèja" (fumeral) destinada a protegir el transformador de la llum. El rèfec del "penalèr" de la Mòla, retallat, presenta una mena de medalló penjant que duu la data de 1914.

## Història
Consta que el Comú de Les hagué de defensar l'aigua de la séquia del "ressèc" contra les pretensions d'uns veïns (1759). En el segle xix surt documentada a Les una serradora i una fàbrica de paper. Aquesta séquia s'aprofità també per la producció d'electricitat, a partir de la societat " Eth Condomini dera Mòla, deth Ressèc e dera Lum" amb 72 socis que engegà el doctor Forcada, mitjançant una concessió de 28 anys que encara perdura.